# Phantom Lady
Phantom Lady és una pel·lícula de cinema negre estatunidenca del 1944 dirigida per Robert Siodmak i protagonitzada per Franchot Tone, Ella Raines i Alan Curtis. Basada en la novel·la del mateix nom de Cornell Woolrich, segueix una jove secretària de Manhattan i els seus intents de demostrar que el seu cap no va assassinar la seva dona.

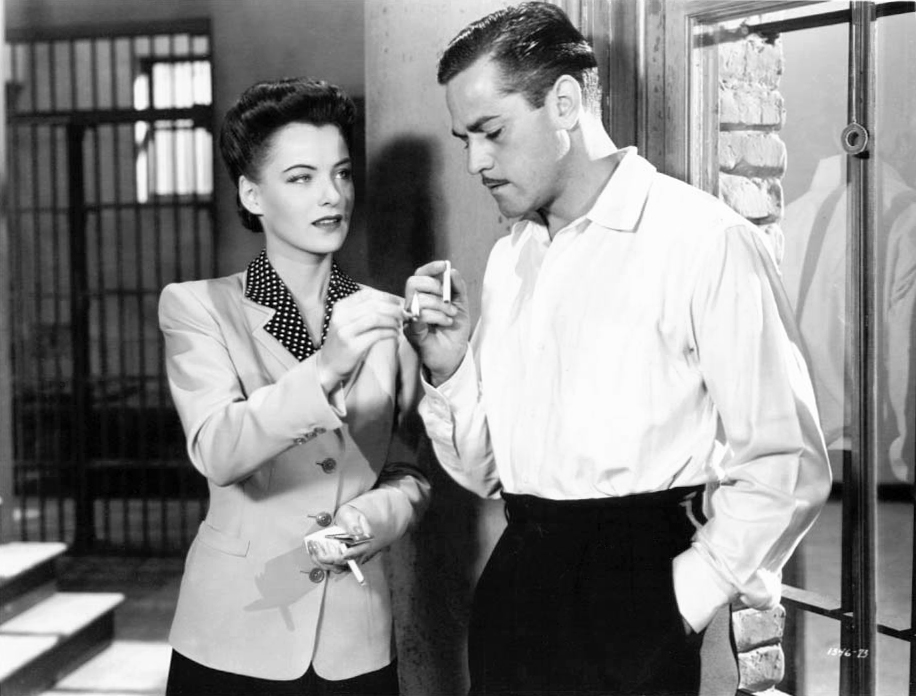
Ella Raines i Alan Curtis

## Argument
Després d'una discussió amb la seva dona, Scott Henderson, un atractiu enginyer de 32 anys, surt de casa seva i, en un bar, coneix una dona jove. Accepta la seva proposta de passar la vetllada junts, amb la condició de no revelar la seva identitat.
En tornar a casa, Scott Henderson és rebut per tres agents de policia que li diuen que la seva dona havia estat estrangulada amb un dels seus llaços. La investigació feta per la policia no va permetre trobar aquesta desconeguda d'una nit i dos testimonis van afirmar haver vist a Scott sol.
Carol, la seva secretària, secretament enamorada d'ell, i Burgess, un dels inspectors, tots dos convençuts de la seva innocència, decideixen dur a terme la seva pròpia investigació.
Els dos testimonis moren en estranyes circumstàncies, el primer, Mac el cambrer, és víctima d'un accident de trànsit i el segon, Cliff, el bateria, és estrangulat.
Aleshores, el millor amic de Scott Henderson, l'escultor Jack Marlowe, torna d'un viatge a l'estranger. Sense gaire convicció, s'uneix a Carol i Burgess per trobar el culpable...

## Repartiment
- Franchot Tone com a Jack Marlow
- Ella Raines com a Carol "Kansas" Richman
- Alan Curtis com a Scott Henderson
- Aurora Miranda com a Estela Monteiro (com a Aurora)
- Thomas Gomez com a inspector Burgess
- Fay Helm com Ann Terry
- Elisha Cook, Jr. com Cliff Milburn
- Andrew Graves com a cambrer
- Regis Toomey com a detectiu
- Joseph Crehan com a detectiu (Tom)
- Doris Lloyd com a Kettisha
- Virginia Brissac com a Dr. Chase
- Milburn Stone com a fiscal de districte

## Producció
Phantom Lady va ser la primera pel·lícula noir de Hollywood de Siodmak. També va ser el primer crèdit de producció de Joan Harrison, la primera dona executiva de Universal Pictures i antiga guionista d'Alfred Hitchcock.
El frenètic solo de bateria de Cliff va ser tocat per l'antic bateria de Harry James and His Orchestra Dave Coleman.

## Llançament

### Resposta crítica
El crític Bosley Crowther no va quedar impressionat amb l'atmosfera de la pel·lícula i va criticar la pel·lícula pel seu guió, escrivint: "Ens agradaria poder recomanar-la com una combinació perfecta dels estils de l'eminent Sr.  Hitchcock i les antigues pel·lícules psicològiques alemanyes, perquè això és clara i precisament el que s'esforça molt per ser: està ple de jocs de llums i ombres, d'atmosfera macabra, de cares nítidament realistes i d'injeccions dramàtiques de so. La gent seu en llocs ombrívols mirant en blanc i en silenci cap a l'espai, la música sona de la foscor buida i personatges estranys apareixen i desapareixen. Tot està construït molt estudiadament per a efectes estranys i inquietants. Però, malauradament, la senyoreta Harrison i el senyor Siodmak se'n van oblidar d’una cosa bàsica: es van oblidar de proporcionar la seva pel·lícula amb una trama plausible i realista."

### Mitjans domèstics
Universal Pictures Home Entertainment va llançar un DVD-R fet a la carta de la pel·lícula juntament amb Turner Classic Movies.
Arrow Films va llançar una edició de la pel·lícula en Blu-ray Regió A a través del seu segell Arrow Academy el 5 de març de 2019.

## Adaptació per ràdio
The Phantom Lady es va presentar al Lux Radio Theater, el 27 de març de 1944.
The Phantom Lady fou presentada al Lady Esther Screen Guild Theatre l’11 de setembre de 1944. L'adaptació de 30 minuts fou protagonitzada per Ralph Bellamy, Louise Allbritton, David Bruce i Walter Abel.